# Ruth Hesse
Ruth Hesse   (Wuppertal, 18 de setembre de 1936 - Hallstatt, 13 de juliol de 2024) va ser una cantant d'òpera alemanya en tessitura de mezzosoprano i contralt. Va cantar a Bayreuth i al Festival de Salzburg, així com al llarg de 23 anys a l'Òpera de l'Estat de Viena. En 1982 va ser nomenada Kammersängerin d'Àustria (cantant de cambra, títol honorífic).

## Biografia
Hesse va estudiar inicialment amb Peter Offermanns a Wuppertal, a continuació al Hildegard Schard d'Hamburg i finalment a Milà. Va fer el seu debut en 1958 al teatre municipal de Lübeck com Orfeu en Orfeu i Eurídice de Christoph Willibald Gluck. Va romandre a Lübeck fins al 1960 i després va acceptar un compromís per a dues temporades a la Baixa Saxònia, al Teatre de l'Estat de Hannover. En 1960 va fer el seu debut al Staatsoper d'Hamburg i al Festival de Bayreuth. En aquest festival va participar fins al 1979 i va anar dels papers més senzills al més importants del repertori wagnerià.
Entre 1962 i 1995 va ser cantant de la Deutsche Oper de Berlín, on va mostrar la seva veu "intensament dramàtica, molt ampla, amb una expressivitat fortament dramàtica" i en una gran varietat de papers de les òperes de Mozart, Wagner, Verdi, Smetana, Strauss i Henze.
En la segona meitat de la dècada del 1960 va fer el seu debut, en ràpida successió, en molts dels principals teatres d'òpera d'Europa:
- En 1965 va cantar a l'Òpera Estatal de Viena, Ortrud i Eboli.
- En 1966 va debutar a París, en el paper protagonista de Carmen de Bizet.
- En 1968 va participar en el Holland Festival interpretant a Herodias en Salomé de Strauss.
- En 1969 va cantar al Royal Opera House Covent Garden de Londres per primera vegada, el paper de la nodrissa en Die Frau ohne Schatten de Strauss.
- En 1972 va cantar a l'Òpera Nacional de París Les noces de Fígaro de Mozart, i de nou la nodrissa en Die Frau ohne Schatten.
- En 1974 i 1975 va fer la nodrissa en una aclamada posada en escena al Festival de Salzburg, dirigida per Karl Böhm, comissariada per Günther Rennert, amb un destacat elenc – James King i Leonie Rysanek com la parella imperial, Walter Berry i Birgit Nilsson com el tintorer Barak i la seva dona. Aquesta producció va ser enregistrada.

Hesse va actuar en altres teatres europeus, com ara el Gran Teatre de Bordeus, l'Òpera Nacional de Lió, l'Òpera de Marsella, el Teatre del Capitoli de Tolosa de Llenguadoc, el Festival d'Orange, el Gran Teatre de Ginebra, el Théâtre Royal de la Monnaie de Brussel·les, el De Nationale Opera d'Amsterdam, al Gran Teatre del Liceu de Barcelona, l'Òpera Real d'Estocolm i a el teatre Bolxoi de Moscou. Pel que fa a teatres italians, va actuar en el Teatro dell'Opera de Roma, Teatro Regio de Torí i La Fenice de Venècia. En Amèrica del Nord va actuar a l'Òpera de San Francisco, l'Òpera Lírica de Chicago i l'Òpera Nacional de Washington DC. També va actuar a Ciutat de Mèxic, al Teatro Colón de Buenos Aires i a l'Òpera de Rio de Janeiro. Com a convidada de la Deutsche Oper de Berlín va anar de gira al Japó.
En el Gran Teatre del Liceu va cantar Tristan und Isolde en gener de 1962 (el seu debut a Espanya) i novembre de 1972, Götterdämmerung en gener de 1966 i Salomé en febrer de 1977 (amb Montserrat Caballé fent el paper principal). Va participar també en recitals i obres orquestrals a Barcelona, com ara en la Simfonia núm. 3 (Mahler) en gener de 1983, amb l'Orquestra Ciutat de Barcelona i la Coral Sant Jordi dirigits per Antoni Ros-Marbà.
A Viena es va fer molt popular, arribant a cantar 44 vegades el paper d'Heròdies de Salomé, 24 vegades la nodrissa de Die Frau ohne Schatten, ambdues de Richard Strauss, 23 vegades l'Ortrud, 19 vegades Brangäne en Tristan und Isolde, a més de la Magdalena, Maria, Fricka i Waltraute en obres de Richard Wagner, així com 17 vegades el paper d'Eboli i a més l'Amneris, Azucena, Maddalena i Preziosilla de Giuseppe Verdi. També va interpretar altres papers, com ara el de Giulietta de Les Contes d'Hoffmann de Jacques Offenbach i la Kostelnička Buryjovka en Jenůfa de Leoš Janáček.
Va oferir recitals d'òperes en format concert, per exemple l'any 1975 com Heròdies en el Carnegie Hall de Nova York, així com en oratoris i obres amb solistes com la Simfonia núm. 9 de Beethoven en La Scala de Milà. Va cantar amb els directors Karl Böhm, Christoph von Dohnányi, Heinrich Hollreiser, Herbert von Karajan, Carlos Kleiber, Sir Georg Solti i Hans Swarowsky, entre d'altres.
Cap al final de la seva etapa professional va començar a dedicar-se a tasques d'ensenyament de cant.
Ruth Hesse es va casar l'any 1976 amb el Director Siegwulf Turek. Resideix des de l'any 1994 en Hallstatt.

## Rols (selecció)

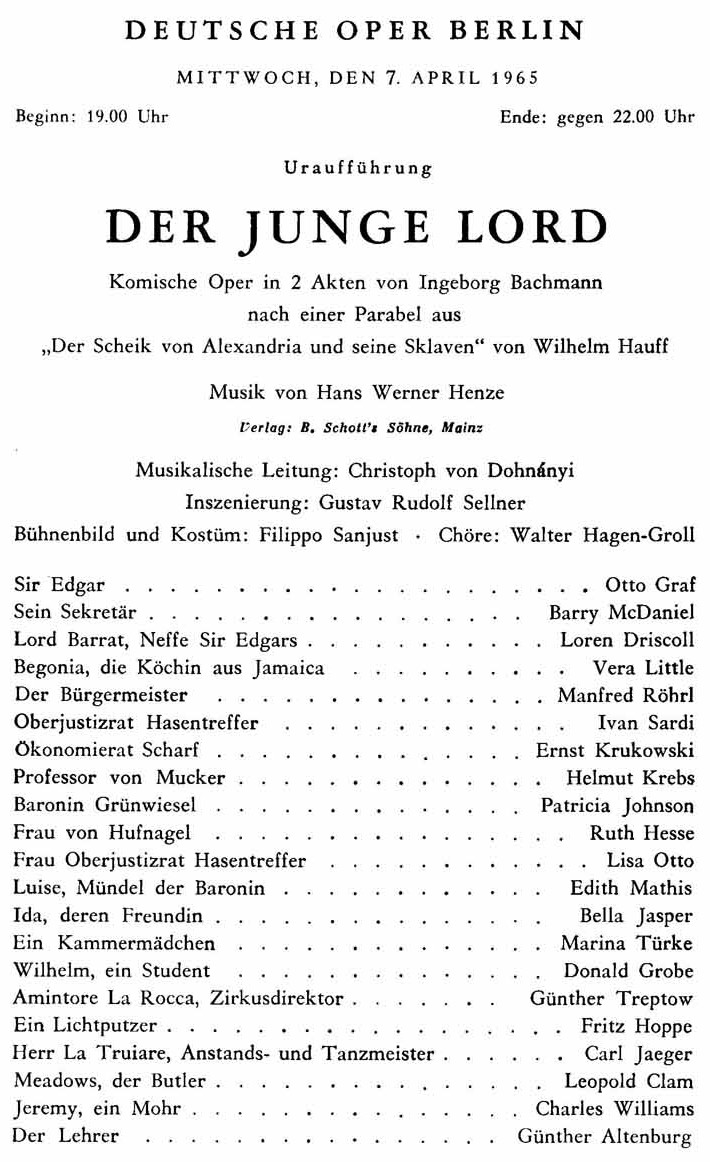
Estrena mundial de Der junge Lord de Hans Werner Henze, Berlín, 1965

### Estrenes
- 1963 Milhaud: Orestiada (24. D'abril) – Deutsche Oper de Berlín (estrena mundial de la 3a part de Les Eumenides)[9]
- 1965 Dona de Hufnagel en Der junge Lord de Hans Werner Henze (7 d'abril) – Deutsche Oper de Berlín

### Repertori
| Bartók: - Judith en Herzog Blaubarts Burg Bizet: - Carmen en Carmen Gluck: - Orfeu en Orfeu i Eurídice Hindemith: - Gräfin von Helfenstein en Mathis der Maler Engelbert Humperdinck: - Gertrud en Hänsel und Gretel Janáček: - Küsterin Buryja en Jenůfa Korngold: - Barbara en Violanta Mozart: - Les noces de Fígaro - Reina de la Nit en Die Zauberflöte Offenbach: - Giulietta en Les Contes d'Hoffmann | Richard Strauss: - Herodias en Salome - Klytämnestra en Elektra - Amme en Die Frau ohne Schatten Strawinsky: - Iokaste en Oedipus Rex Verdi: - Maddalena en Rigoletto - Azucena en Il trovatore - Preziosilla en La forza del destino - Amneris en Aida - Princesa Eboli en Don Carlos - Mrs. Quickly en Falstaff Wagner: - Mary en Der fliegende Holländer - Ortrud en Lohengrin - Brangäne en Tristan und Isolde - Magdalene en Die Meistersinger von Nürnberg - Floßhilde i Fricka en Das Rheingold - Roßweiße, Schwertleite i Fricka en Die Walküre - Floßhilde i Waltraute en Götterdämmerung - Blumenmädchen, Knappe, noies-flor de Klingsor i Kundry in Parsifal |

## Enregistraments d'àudio (selecció)

### Òperes
- Henze: Der junge Lord, amb Edith Mathis (Luise); Donald Grobe (Wilhelm), Barry McDaniel (secretari de Sir Edgar), Loren Driscoll (Lord Barrat), Ruth Hesse (dona de Hufnagel) i Vera Little (Begonia); Orquestra i Cor de la Deutschen Oper de Berlín i Schöneberger Sängerknaben, dir. Christoph von Dohnányi (l'estrena va ser dirigida per Gustav Rudolf Sellner), DG 449 875-2 (Doppel-CD) / Medici Arts 2072398 (DVD) 1967
- Korngold: Violanta, amb Walter Berry (Simone Trovai), Eva Marton (Violanta), Siegfried Jerusalem (Alfonso), Horst R. Laubenthal (Giovanni Bracca), Gertraut Stoklassa (Bice), Ruth Hesse (Barbara), Manfred Schmidt (Mateo), Heinrich Weber, Paul Hansen, Karin Hautermann, Renate Freyer; Cor de la Ràdio de Baviera, Orquestra Simfònica de la Ràdio de Baviera, dir. Marek Janowski, dir. del Cor: Heinz Mende, CBS Masterworks 1980[10]
- Smetana: Die verkaufte Braut, Großer Querschnitt amb Barry McDaniel, Cvetka Ahlin, Melitta Muszely, Martti Talvela, Ruth Hesse, Rudolf Schock, Kurt Böhme; Cor i Orquestra de la Deutschen Oper de Berlín, dir. Heinrich Hollreiser, LP, Album, Electrola
- Strauss: Die Frau ohne Schatten, amb James King (Emperador), Leonie Rysanek (Emperadriu), Walter Berry (Barak), Birgit Nilsson (Färberin), Ruth Hesse (Amme), Orquestra de l'Òpera de l'Estat de Viena, dir. Karl Böhm, DG 1977, enregistrat en directe
- Wagner: Lohengrin, amb Otto von Rohr, Herbert Schachtschneider (Lohengrin), Leonore Kirschstein (Elsa), Heinz Imdahl (Friedrich von Telramund), Ruth Hesse (Ortrud), Hans Helm, Cor de l'Òpera de l'Estat de Viena, Gran Orquestra Simfònica (amb membres de la Filharmònica Txeca), dir. Hans Swarowsky, en directe en agost de 1968 en Augsburg. Weltbild Classics 1996.
- Wagner: Tristan und Isolde, Gesamtaufnahme amb Ingrid Bjoner (Isolde), Hans Beirer (Tristan), Walter Kreppel (Rei Marke), Ruth Hesse (Brangäne), Otto Wiener i altres; Cor i Orquestra de l'Òpera de l'Estat de Viena, en directe, ca. 1970
- Wagner: Tristan und Isolde, Gesamtaufnahme amb Birgit Nilsson (Isolde), Jon Vickers (Tristan), Hans Sotin (König Marke), Ruth Hesse (Brangäne), Hans Günter Noecker, Anton Dermota i altres; Cor i Orquestra de l'Òpera de l'Estat de Viena, en directe, 5 de desembre de 1976
- Wagner: Die Meistersinger von Nürnberg, amb Horst Lunow, Theo Adam (Hans Sachs), Eberhard Büchner, Ruth Hesse (Magdalene), Zoltán Kelemen, Geraint Evans, Peter Schreier (David), Karl Ridderbusch, René Kollo (Walther von Stolzing), Helen Donath (Eva); la Staatskapelle de Dresden, dir. Herbert von Karajan, CD, EMI Classics
- Wagner: Parsifal, amb George London (Amfortas), Kurt Böhme (Titurel), Hans Hotter (Gurnemanz), Wolfgang Windgassen (Parsifal), Gustav Neidlinger (Klingsor), Irene Dalis (Kundry), Hermann Winkler, Gerd Nienstedt (Gralsritter), Ruth Hesse, Margarethe Bence, Georg Paskuda, Erwin Wohlfahrt (Knappen), Sylvia Stahlmann, Dorothea Siebert, Anja Silja, Rita Bartos, Sieglinde Wagner, Soňa Červená (Klingsors Zaubermädchen) i Ruth Hesse (Altsolo); Cor i Orquestra del Festival de Bayreuth, dir. Hans Knappertsbusch, Festspielhaus, Bayreuth, 1963, Golden Melodram

També hi ha gravacions d'àudio en els rols de Fricka i Waltraute en un Ring des Nibelungen (Westminster) i Floßhilde en Das Rheingold (Eurodisc i Philips)

### Obres corals i orquestral
- Bach: Oratori de Nadal, BWV 248, amb Ruth Hesse (contralt); Orquestra Simfònica de Viena, director: Hans Swarowsky
- Mozart: Rèquiem, amb Heather Harper, Ruth Hesse, Thomas Page, Kieth Engen; Orquestra de l'Òpera de l'Estat de Viena, Cor de Cambra de Viena, dir. Pierre Colombo. Festival Classique